# Комплекс гробниц Когурё
Комплекс гробниц Когурё (кор. 고구려 고분군?, 高句麗 古墳群?; кит. 高句丽古墓群) — комплекс состоит из 63 индивидуальных гробниц, оставшихся со времён раннефеодального государства Когурё. Они расположены в городах Пхеньян и Нампхо Северной Кореи и в Китае. В июле 2004 он стал первым объектом на территории КНДР, включённым в Список Всемирного наследия ЮНЕСКО. 

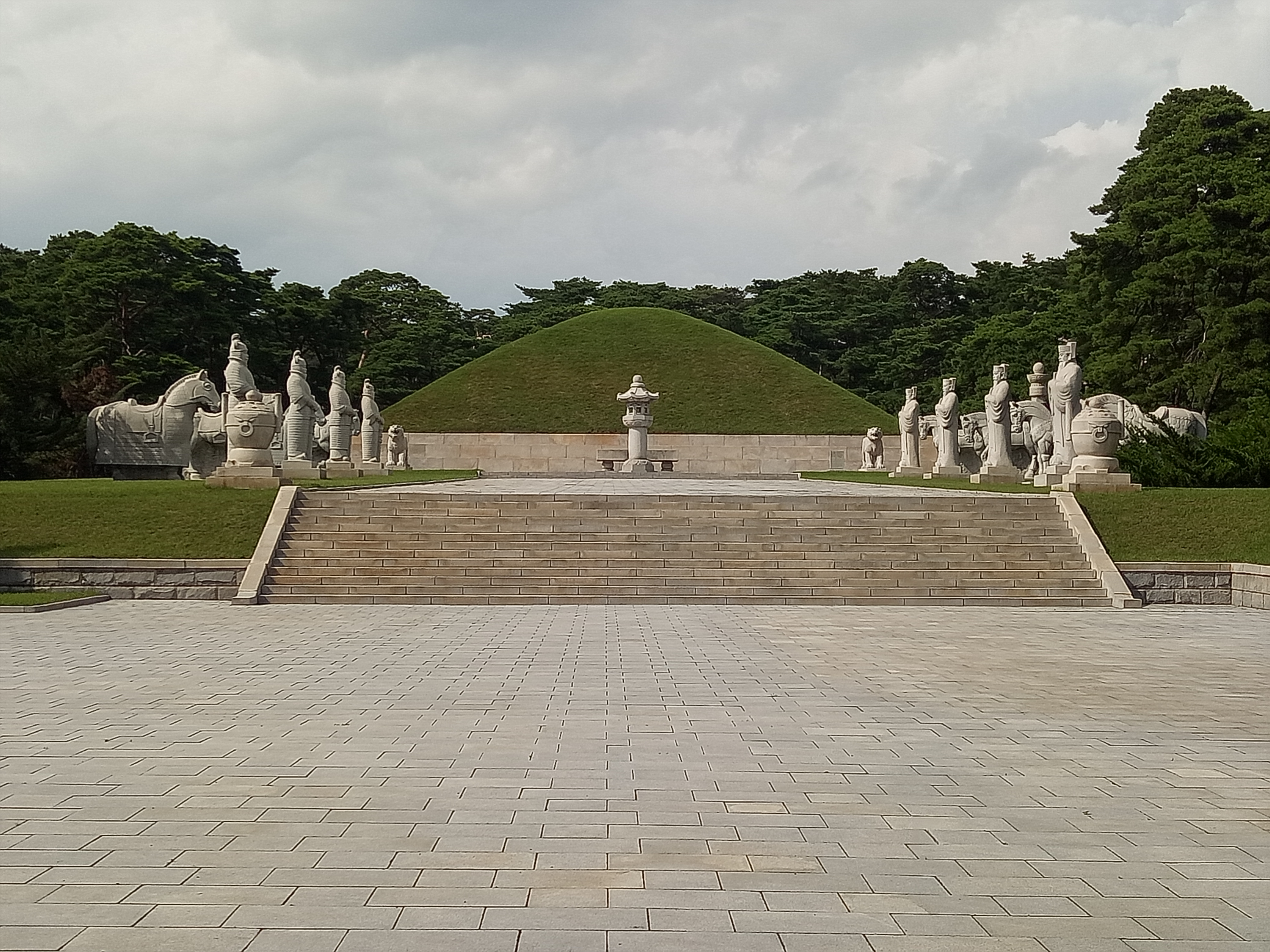
Гробница короля Тонмёна, Пхеньян.

В период между V и VII веками это государство было одним из сильнейших на северо-востоке Китая и на Корейском полуострове.
Многие из гробниц украшены настенными росписями. Гробницы — это практически всё, что осталось от культуры Когурё. Всего имеется более 10 000 гробниц Когурё, но лишь около девяноста из них, раскопанных на настоящее время на территории Китая и Кореи, имеют стенные росписи. Большинство из них входят в состав Комплекса гробниц Когурё, внесённого в список Всемирного наследия ЮНЕСКО. Полагают, что этот комплекс использовался как место захоронения правителей и других членов правящей семьи. Настенные росписи представляют собой уникальную картину повседневной жизни людей того исторического периода.
При внесении Комплекса гробниц Когурё в список Всемирного наследия ЮНЕСКО принимались во внимание следующие критерии:
- настенные росписи представляют собой шедевр искусства этого исторического периода; сами гробницы свидетельствуют о наличии высокого технологического потенциала у государства Когурё;
- культура Когурё оказала воздействие на всю Восточную Азию, включая Японию;
- комплекс представляет исключительную возможность получения информации о культуре Когурё, повседневной жизни и погребальных традициях, характерных для этого государства;
- гробницы Когурё — замечательный образец данной погребальной традиции